# Лав Цариградски
Лав Цариградски († 1143) је био цариградски патријарх у периоду између 1134. и 1143. године, у време цара Јована Комнена.
Раније је био свештеник и управник цркве Свете Софије. Време док је он био патријарх протекло је без икаквих догађаја, а умро је 1143. године. Проглашен је за свеитеља од стране Цариградске патројаршије.
Православна црква га помиње 12. (25.) новембра.